# Joseph Zhang Dapeng
Saint Joseph Zhang Dapeng ou Joseph Tsang-ta-Peng (chinois : 聖張大鵬), né en 1754 à Duyun (Guizhou, Grand Qing) et mort le 12 mars 1815 à Guiyang dans la même province, est un saint martyr catholique chinois,,.
Il est fêté le 12 mars.

## Biographie
Zhang Dapeng naît en 1754 dans une famille bouddhiste. Après son baptême à l'âge de 46 ans, il commence à prêcher pour l'Église catholique. Il conduit plus de 1 000 personnes à embrasser la foi catholique.
À cause de ses prêches, les mandarins veulent l'emprisonner, car certains Chinois de la région réprouvent les croyances religieuses venues de l'étranger. Les mandarins capturent son fils et le tuent en 1813. Lorsqu'il apprend la mort de son fils, Zhang s'enfuit au Sichuan. Il finit par être capturé et emprisonné en 1814. Les mandarins le tuent par pendaison le 12 mars 1815 à l'âge de 61 ans,.
Zhang Dapeng a eu deux femmes et un fils nommé Dewang Dapeng. Il avait deux frères, Dakui et Daxue.

## Canonisation et postérité
Zhang Dapeng est béatifié le 12 février 1909 par le pape Pie X puis canonisé le 1er octobre 2000 par le pape Jean-Paul II en même temps que 119 autres martyrs de Chine.
La chapelle Saint-Zhang-Depang de Hong Kong est nommée d'après lui.
Il est commémoré le 12 mars selon le Martyrologe romain.

## Source
- (en) Cet article est partiellement ou en totalité issu de l’article de Wikipédia en anglais intitulé « Zhang Dapeng » (voir la liste des auteurs).